# غريغ بير
غريغ بير (بالإنجليزية: Greg Bear)‏ (و. 1951  م) هو روائي، وكاتب، وكاتب سيناريو، وكاتب خيال علمي، من الولايات المتحدة، ولد في سان دييغو.

## التعليم
تعلم في جامعة سان دييغو الحكومية.

## جوائز
حصل على جوائز منها:
- جائزة نيبولا لأفضل رواية، عن عمل: مذياع داروين [الإنجليزية]‏ (2000)
- جائزة نيبولا لأفضل رواية، عن عمل: الانتقال للمريخ [الإنجليزية]‏ (1994)
- جائزة تاهتيفيلتايا [الإنجليزية]‏، عن عمل: موسيقى الدم (1988)
- جائزة هوغو لأفضل قصة قصيرة، عن عمل: الظلال ‏ (1987)
- جائزة تور أبولو [الإنجليزية]‏، عن عمل: موسيقى الدم (1986)
- جائزة نابيولا لأفضل قصة قصيرة  [لغات أخرى]‏، عن عمل: الظلال ‏ (1986)[8]
- جائزة إنكبوت (1984)
- جائزة هوغو لأفضل رواية قصيرة، عن عمل: موسيقى الدم  [لغات أخرى]‏ (1984)
- جائزة نابيولا لأفضل رواية  [لغات أخرى]‏، عن عمل: صعب المراس ‏ (1983)[8]
- جائزة نيبولا لأفضل رواية قصيرة [الإنجليزية]‏، عن عمل: موسيقى الدم  [لغات أخرى]‏ (1983).

## وصلات خارجية
- غريغ بير على موقع IMDb (الإنجليزية)
- غريغ بير على موقع ميوزك برينز (الإنجليزية)
- غريغ بير على موقع إن إن دي بي (الإنجليزية)